# Retroversió uterina
Un úter retrovertit (una retroversió uterina) és un úter que està orientat posteriorment, cap a la part posterior del cos. Això contrasta amb l'úter típic, que està orientat cap endavant (lleugerament "antevertit") cap a la bufeta, amb la part anterior lleugerament còncava. Depenent de l'origen, un de cada tres o cinc úters està retrovertit o orientat cap enrere cap a la columna vertebral.